# Erateina fluminata
Erateina fluminata là một loài bướm đêm trong họ Geometridae.